# کوآی سینه‌سرخ
کوآی سینه‌سرخ (نام علمی: Coua serriana) نام یک گونه از سرده کوآ است.